# Stazione di Torrazza Coste
Stazione di Torrazza Coste 1966-ban bezárt vasútállomás Olaszországban, Lombardia régióban, Torrazza Coste településen.

## Vasútvonalak
Az állomást az alábbi vasútvonalak érintették:
- Voghera-Varzi-vasútvonal

## Kapcsolódó állomások
A vasútállomáshoz az alábbi állomások vannak a legközelebb:
- Stazione di Codevilla
- Stazione di Voghera